# Ubaíra
Ubaíra là một đô thị thuộc bang Bahia, Brasil. Đô thị này có diện tích 762,404 km², dân số năm 2007 là 20439 người, mật độ 26,8 người/km².